# Isamu Yoshii
El Conde Isamu Yoshii (勇井 勇 o 勇 勇井 'Yoshii Isamu'?,  del 8 de octubre de 1886 al 9 de noviembre de 1960) fue un poeta y dramaturgo japonés activo en el  Periodo Taishō y Shōwa en Japón. Atraído por el romanticismo europeo en su juventud, sus obras posteriores fueron menos |relevantes.

## Al comienzo de su vida
Yoshii Isamu nació en el distrito de élite Takanawa de Tokio. Su abuelo, el conde Yoshii Tomosane fue un antiguo retenedor samurái del Dominio de Satsuma, y miembro de la Casa de los Pares, del Consejo Privado y funcionario del Ministerio de la Casa Imperial. Su tía era la esposa del mariscal de campo Oyama Iwao. Yoshii comenzó a vivir en la cabaña de su padre en el vecindario de Zaimokuza en Kamakura, prefectura de Kanagawa desde 1887 y entró en el nivel básico de la Escuela Normal de Kamakura en 1891. Al año siguiente, la familia regresó a Tokio y vivió ahí hasta su muerte, con frecuencia iba a Kamakura por problemas de salud (por la tuberculosis).
Comenzó a escribir versos cortos mientras asistía a la escuela en la Secundaria Metropolitana de Tokio No.1 y a la Secundaria de Kogyokusha.
Yoshii se inscribió en la Facultad de Ciencias Políticas y Economía de la Universidad de Waseda en 1908, pero se retiró el mismo año para unirse al Shin-shi Sha de Tekkan Yosano (Nueva Sociedad de la Poesía de Tokio), y comenzó a contribuir con sus versos de tanka en la revista literaria Myōjō (Estrella Brillante). Como miembro del círculo íntimo de Myōjō, conoció a Mori Ōgai, Ueda Bi  y a Kitahara Hakushu y fue influenciado]por ellos.

## Carrera literaria
Yoshii dejó Myōjō para formar un nuevo grupo, Pan no Kai, junto con Kitahara Hakushu debido a su atracción compartida por el romanticismo y el esteticismo. En 1909, con el patrocinio de Mori Ōgai, Yoshii sacó una nueva revista literaria, Subaru.
En 1910, Yoshii publicó su primera antología de tanka, Sakehogai, (Jolgorio), en la que describe las alegrías y las tristezas de un joven poeta dado al vino y a las mujeres. Esto estableció su nombre firmemente en los círculos de poesía y fue seguido por otras antologías tanka como Sakujitsu (Hasta Ayer), Gion kashu (Versos Gion, 1915) y la kōtō shū de Tokio (Colección del Distrito de la Luz Roja de Tokio, 1916).
Yoshii también estuvo interesado en el movimiento Shingeki (del Nuevo Teatro). Su primera obra teatral (en realidad una colección de once obras en un acto), llamada Gogo Sanji (3 PM), se publicó en Subaru en 1911, marcando su debut como dramaturgo. Esta fue seguida por piezas como Yumesuke to So to (Yumesuke y el monje), y Kyo Geinin (Historieta Artística).
Mientras vagaba por Shikoku, Kyūshū y Kioto, se unió al Drama Radial Kenkyukai con Kubota Mantarō a pedido de la Corporación de Radiodifusión de Tokio (más tarde NHK), que comenzó a transmitir programas de radio en 1925. Ese mismo año, realizó guiones para dramas radiales, como Saigo no Seppun (El último beso), Gekijo Iriguchi no Hanjikan (Media hora en la puerta del teatro) y Kamome no Shigai (Gaviota muerta). En 1927, su obra de teatro Ame no Yobanashi (Historias nocturnas bajo la lluvia) sobre un melancólico artista itinerante que deambulaba por el país fue transmitida como un drama radial. La historia resultó ser muy popular e hizo que Yoshii tuviera muchos seguidores los primeros días de la radio.
En 1933, Yoshii se divorció de su esposa, Nobuko, porque fue protagonista del "Escándalo de la sala de baile de Florida", un escándalo importante relacionado con el adulterio de miembros de la nobleza con plebeyos.
En sus últimos años, Yoshii vivió en una casa en la base del Monte Hiei en Kioto, y visitaba con frecuencia el distrito de entretenimiento de Gion. Cada año, el 8 de noviembre, se celebra un festival en su memoria, donde las geiko y las maiko del distrito de Gion llevan flores ante un monumento con su Tanka:

No importa lo que digan,

Yo amo a Gion.

Incluso en mi sueños

El sonido del agua

Fluye debajo de mi almohada

（かにかくに　祇園はこひし寝（ぬ）るときも　枕のしたを水のながるる）

Ka ni kaku ni / Gion ha koishi / nuru toki mo / makura no shita wo / mizu no nagaruru

En 1948, Yoshii fue nombrado seleccionador de la poesía para la ceremonia de lectura de poesía de Año Nuevo de la Casa Imperial. Se convirtió en miembro de la Academia de Artes de Japón ese año. Yoshii murió en 1960 en el Hospital Universitario de Kioto, debido a que un cáncer gástrico hizo metástasis de un cáncer de pulmón, a la edad de 74 años. Su tumba se encuentra en el cementerio Aoyama en Tokio.

## Otros proyectos
- Wikimedia Commons alberga una categoría multimedia sobre Isamu Yoshii.

- Datos: Q3155124
- Multimedia: Yoshii Isamu / Q3155124